# Międzyodrze-Wyspa Pucka
Międzyodrze-Wyspa Pucka – osiedle administracyjne Szczecina, położone w dzielnicy Śródmieście.
Według danych z 2022 r. na osiedlu mieszkało 779 osób. Większość mieszkańców zasiedla głównie północną część Wyspy Puckiej.
Położona jest pomiędzy Odrą, Regalicą i jeziorem Dąbie. Przez Międzyodrze prowadzą dwie drogi łączące lewo- i prawobrzeżną część miasta: północna – ul. Gdańska z ul. Energetyków (droga krajowa nr 10) i Trasą Zamkową im. Piotra Zaremby (droga wojewódzka nr 115) oraz południowa – Ulica Floriana Krygiera w Szczecinie (d. Autostrada Poznańska) (droga krajowa nr 31).
W latach 1955–1963/1964 na terenie dzisiejszego osiedla, na wyspie Łasztownia, funkcjonowała niezależna od szczecińskiego systemu tramwajowego służbowa linia tramwajowa. Przeznaczona była do przewożenia pracowników portu do Elewatora Ewa.

## Położenie
Administracyjnie składa się z Wyspy Puckiej (zabudowania, rodzinne ogrody działkowe, łąki), terenów dworca kolejowego i lokomotywowni „Szczecin Port Centralny”, terenów portu szczecińskiego: Basenu Górniczego, Łasztowni i Kępy Parnickiej oraz wysp: Zaleskie Łęgi, Ostrów Grabowski, Ostrów Mieleński, Wielka Kępa, Mieleńska Łąka, Wyspa Grodzka, Wyspa Zielona i innych.
Największą część Międzyodrza stanowią tereny portowe oraz lasy Nadleśnictwa Gryfino. Teren Portu Szczecin został przekazany władzom polskim przez Armię Czerwoną dopiero 17 września 1947.
Na szczecińskim Międzyodrzu znajduje się Elektrownia Szczecin, urząd celny, Konsulat Meksyku oraz siedziba firmy żeglugowej Euroafrica. Funkcjonuje tu także kąpielisko miejskie „Dziewoklicz”.

## Samorząd mieszkańców
Rada Osiedla Międzyodrze-Wyspa Pucka liczy 15 członków. W wyborach do Rady Osiedla Międzyodrze-Wyspa Pucka 20 maja 2007 roku nie odbyło się głosowanie na kandydatów z powodu ich zbyt małej liczby, mimo że przedłużono zgłaszanie o 3 dni. Na podstawie ordynacji wyborczej za wybranych członków rady osiedla miejska komisja wyborcza uznała 15 zarejestrowanych kandydatów. W wyborach do rady osiedla 13 kwietnia 2003 udział wzięło 66 głosujących, co stanowiło frekwencję 6,69%.
Samorząd osiedla Międzyodrze-Wyspa Pucka został ustanowiony w 1990 roku.
25 maja 1998 zmieniono nazwę osiedla z Wyspa Pucka na Międzyodrze-Wyspa Pucka.

## Wykaz ulic i placów

### Istniejące ulice i place
Wykaz istniejących ulic i placów położonych na obszarze szczecińskiego osiedla Międzyodrze-Wyspa Pucka. Nazwy niemieckie zaczerpnięto z planu miasta Szczecina z 1937 r.
| Nazwa                         | Dawne nazwy                 |
| ----------------------------- | --------------------------- |
| Basenowa                      | Am Warthehafen              |
| Bulwar Maurycego Beniowskiego | Parnitzbollwerk             |
| Bulwar Elbląski               | Wasserstraße                |
| Bulwar Gdański                | Wallstraße                  |
| Bulwar Gdyński                | Sellhausbollwerk            |
| Bulwar Piastowski             | Bollwerk                    |
| Bulwar Piastowski             | Nabrzeże Piastów Pomorskich |
| Bulwar Piastowski             | Bulwar Nadodrzański         |
| Bulwar Śląski                 | Breslauer Ufer              |
| Bytomska                      | Breslauer Straße            |
| Celna                         | Pladrinstraße               |
| Cłowa                         | Am Zollstrom                |
| Dobrej Nadziei                | Vorbruchpromenade           |
| Energetyków                   | Große Lastadie              |
| Energetyków                   | Łasztownia                  |
| Flisacka                      | Milanweg                    |
| Flisacka                      | Admirała Józefa Unruga      |
| Floriana Krygiera             | Verkehrstraße Ost           |
| Floriana Krygiera             | Szosa Polska                |
| Floriana Krygiera             | Autostrada Poznańska        |
| Gdańska                       | Altdammer Straße            |
| Gdańska                       | Władysława Czajkowskiego    |
| Jana Grudzińskiego            | Fürstenberger Weg           |
| Górnośląska                   | Am Steinbruchhafen          |
| Leona Heyki                   | Holzstraße                  |
| Stanisława Hryniewieckiego    | Möllnstraße                 |
| Kanał Parnicki                | powstała po 1945 r.         |
| Kanałowa                      | Vorbruchdamm                |
| Kotwiczna                     | Blockhausstraße             |
| Księżnej Anny                 | Reglitzstraße               |
| Księdza Stanisława Kujota     | Freiburger Straße           |
| Kutrowa                       | przed 1945 r. bez nazwy     |
| Logistyczna                   |                             |
| Maklerska                     | Eisenbahnstraße             |
| Marynarska                    | Vorbruchdamm                |
| Gerarda Merkatora             |                             |
| Księdza Michała Mostnika      | Finowweg                    |
| Nabrzeże Fińskie              |                             |
| Nabrzeże Starówka             |                             |
| Okrętowa                      |                             |
| Piesza                        | Greifenhagener Straße       |
| plac Polskiej Nysy            | Holzmarkt                   |
| Przejazd                      | Fährstraße                  |
| Rybnicka                      | Kleine Breslauer Straße     |
| Składowa                      | Wiesenstraße                |
| Spedytorska                   | Siedereistraße              |
| Swobody                       | Lieper Weg                  |
| Targowa                       | Marienstraße                |
| Tadeusza Apolinarego Wendy    | Am Dunzig                   |
| Tadeusza Apolinarego Wendy    | Stalowa                     |
| Wiatru od Morza               | Holzmarktstraße             |
| Wiejska                       | Brachvogelweg               |
| Wyspiarzy                     |                             |
| Węglowa                       | Am Reiherwerderhafen        |
| Władysława IV                 | Parnitzstraße               |
| Zatokowa                      | Am Netzehafen               |
| Załogowa                      |                             |
| Zbożowa                       | Speicherstraße              |
| Łososiowa                     |                             |
| Świętego Floriana             | Kirchenstraße               |

## Galeria

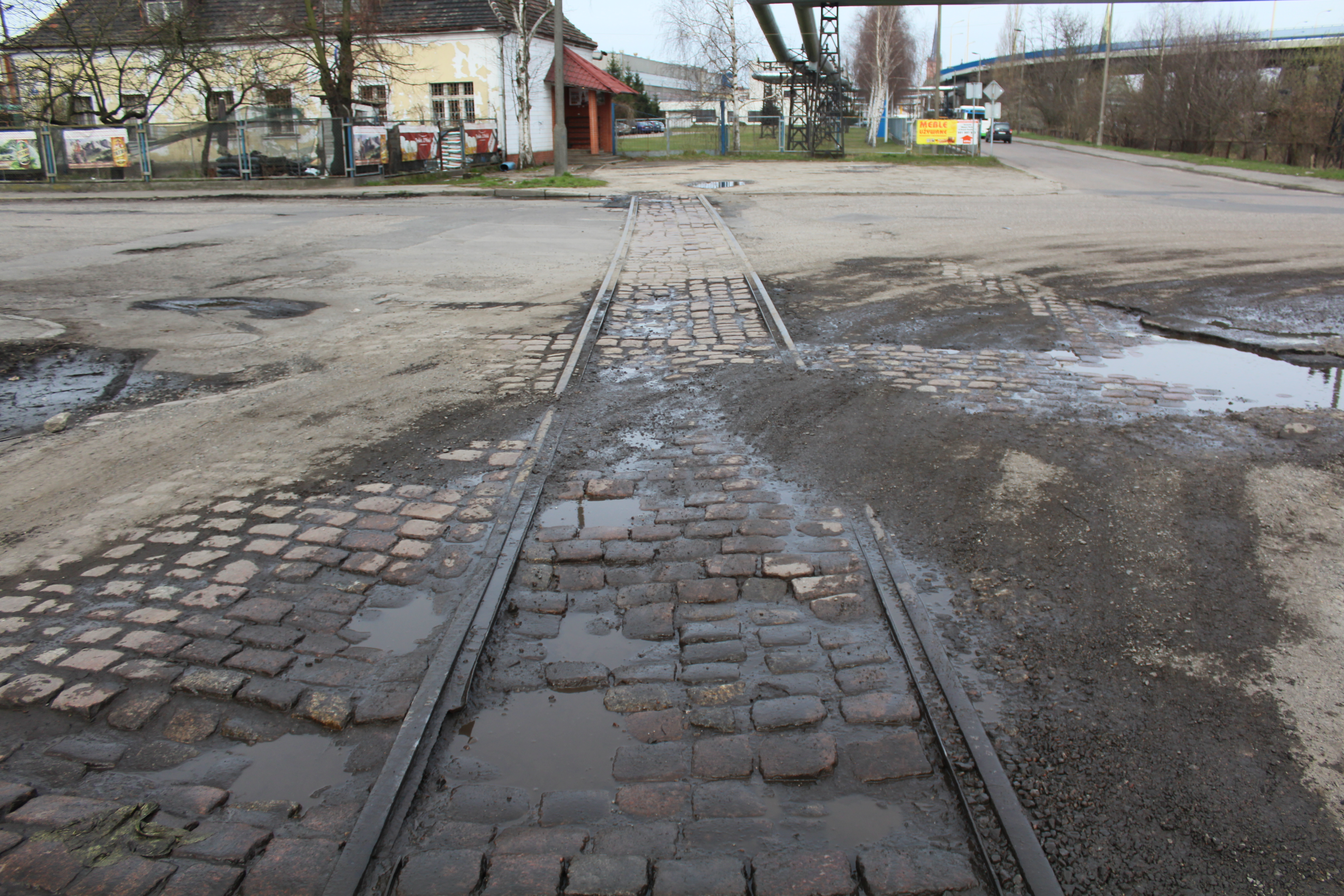
Nieużywany tor kolejowy w okolicach lokomotywowni
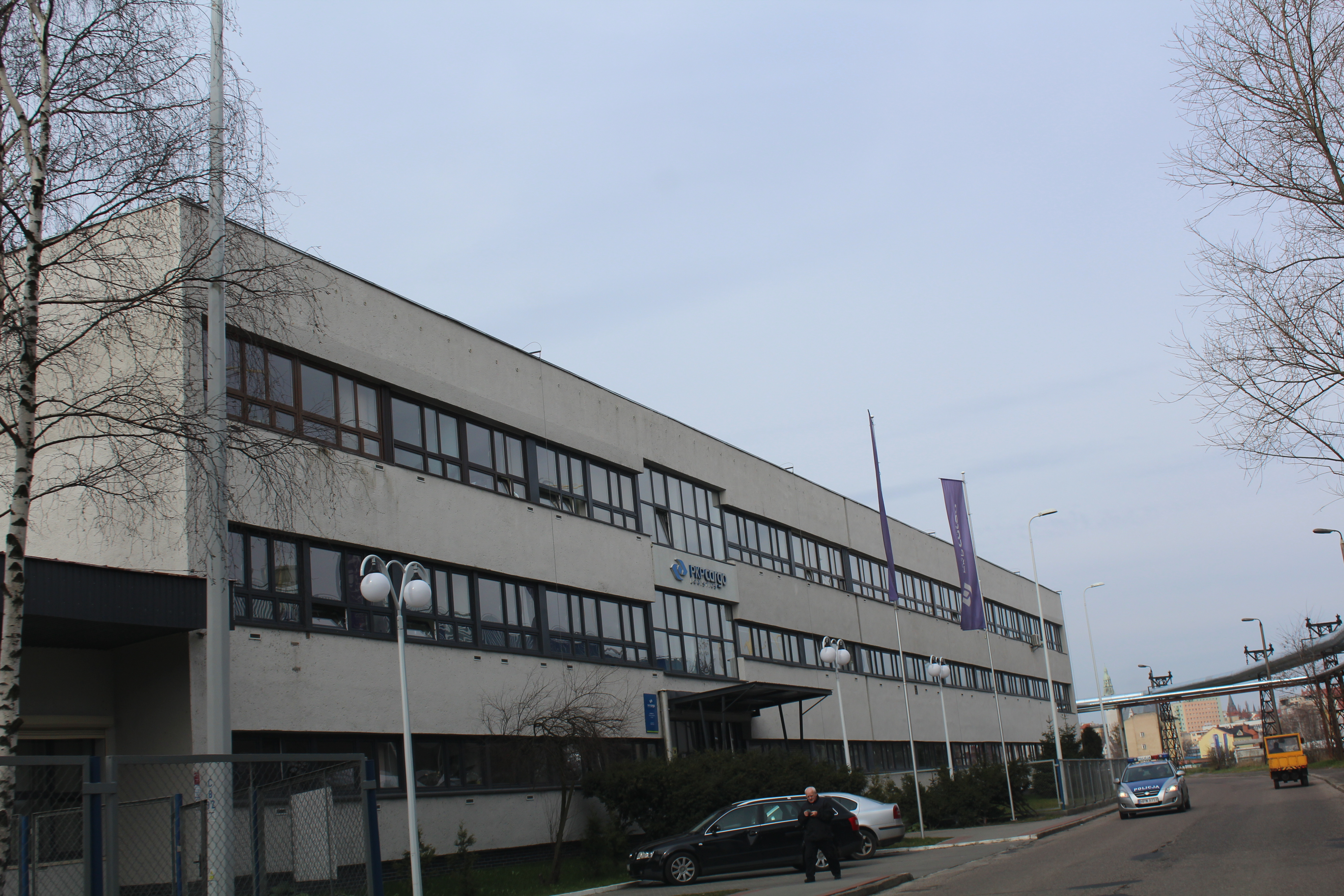
Budynek PKP Cargo Szczecin, ul. Kanał Parnicki
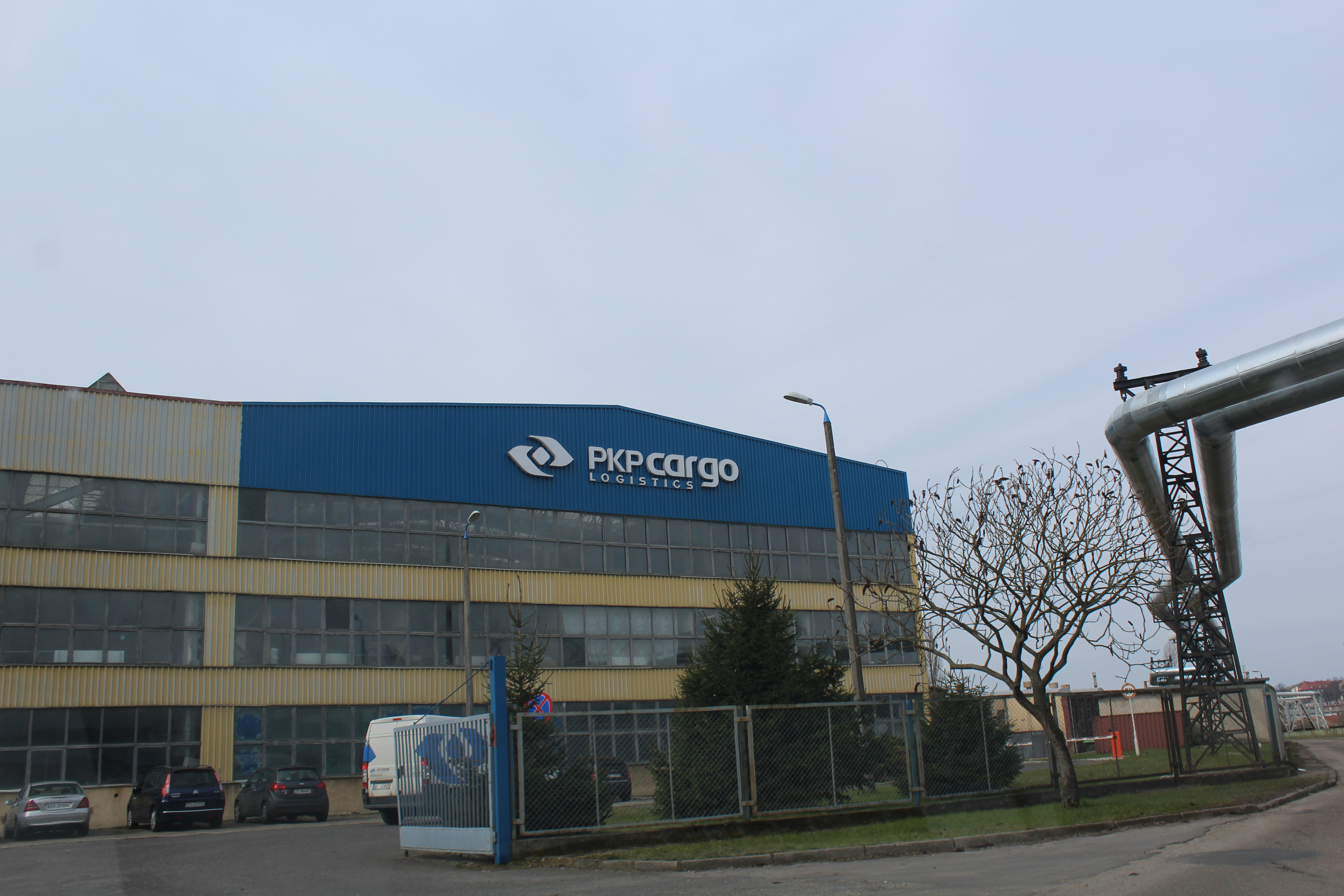
Lokomotywownia Szczecin Port Centralny
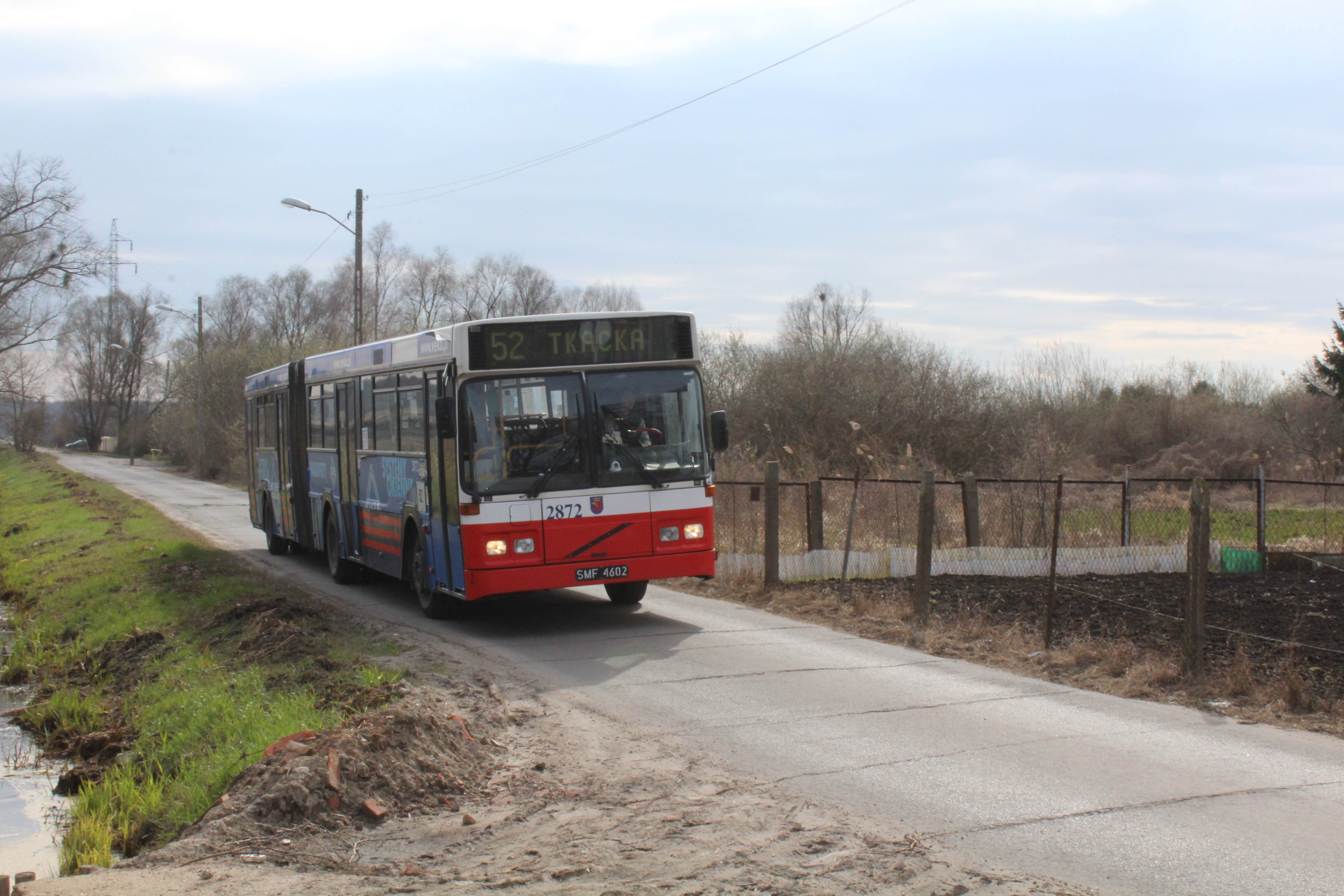
Autobus linii nr 52 na ulicy Marynarskiej